# عنترة ابن ابن ابن شداد (فلم)
عنترة ابن ابن ابن ابن شداد، فيلم كوميدي مصري أنتج عام 2017، من تأليف صادق شرشر وإخراج شريف إسماعيل.

## القصة
يجسد محمد هنيدي في الفيلم شخصية حفيد «عنترة بن شداد»، الذي يتصارع مع «أسد الرجال» الذي يجسده خالد سرحان، للفوز بجميلة القبيلة التي تجسدها الفنانة درة، ويأخذ الفيلم الطابع الكوميدى خلال أحداثه التي تدور في زمن التطور التكنولوجي.

## الممثلون
- محمد هنيدي: عنترة
- باسم سمرة: سعيد الأحمر
- درة زروق: عالية
- لطفى لبيب: جد عنترة
- علاء مرسي: نجيب

- محمود حافظ: عروة
- ضياء عبد الخالق: الاعور
- ناهد رشدي
- كمال سليمان
- همسة

- مظهر أبو النجا
- هالة فاخر: أم عنترة
- محسن منصور: قاطع طريق
- إيمان السيد: المرأة الحامل
- تميم عبده: كريم به السرجاني

- خالد سرحان: أسد الرجال
- أيمن منصور: عضمة
- كريم أبو الفتح: ناضورجي بني عبس
- محمد مغربي: جمعة

## روابط خارجية
- مقالات تستعمل روابط فنية بلا صلة مع ويكي بيانات